# Alajuelita
Alajuelita es el distrito primero y ciudad cabecera del cantón de  Alajuelita, en la provincia de San José, de Costa Rica.
Esta ciudad es una de las más importantes del Gran Área Metropolitana por su gran concentración de población y desarrollo urbanístico y comercial.
Se encuentra el Santuario Nacional Santo Cristo de Esquipulas muy importante para los fieles Católicos.

## Toponimia
El nombre del distrito de Alajuelita se explica de acuerdo con dos teorías distintas. La primera teoría se refiere a que la palabra Lajuela se deriva de Laja, ya que el río Alajuela que nace en las laderas del Alto del Palo de Campana, que hoy aparece en los mapas del Instituto Geográfico Nacional con el topónimo de Alajuelita, lo confirma, pues en largos sectores de su cauce tiene piedra laja.
La segunda teoría explica que el nombre del cantón se debe a una forma de llamar en diminutivo a la tierra de donde se supone provenían la mayoría de sus pobladores en un principio, es decir La Lajuela (hoy Alajuela).

## Historia
El 4 de diciembre de 1820, se menciona al barrio de Alajuelita, Hatillo y Dos Ríos (hoy parte del sur de Alajuelita y del sur del cantón de San José) en los registros de un cabildo abierto del Municipio de San José.
En 1840, en el contexto de una organización administrativa del Estado que impulsó el gobierno de Braulio Carrillo Colina, se divide a San José en un total de 26 cuarteles, entre ellos el cuartel de Alajuelita. Este cuartel, el 1 de diciembre de 1841, formó el barrio de Alajuelita (hoy la mayor parte del cantón de Alajuelita y parte de los distritos josefinos de Hatillo y San Francisco de Dos Ríos), parte del Departamento de San José. El barrio de Alajuelita quedaba dividido en cinco cuarteles: El Santuario, Caracas, El Tejar, El Molino y Aserrí.
En la Constitución Política del 30 de noviembre de 1848, se estableció una nueva división política y administrativa, que contempló la nomenclatura de provincias, cantones y distritos parroquiales. De entre los distritos parroquiales del cantón de San José, se encontraba Alajuelita.
En el primer gobierno de Cleto González Víquez, el 4 de junio de 1909, por decreto n.º 58, se le otorgó el título de villa a la población de Alajuelita. Bajo el mismo decreto, se creó Alajuelita como cantón de la provincia de San José, designándose como cabecera la villa de Alajuelita. Alajuelita procede del cantón de San José, establecido este último, en ley n.º 36 del 7 de diciembre de 1848.
y hay varios centros de rehabilitación y habilitación gracias fundación génesis.

## Ubicación
Se ubica en el noreste del cantón y limita al norte con el cantón de San José, al oeste con el distrito de San Felipe, al suroeste con el distrito de San Josecito y al este con el distrito de Concepción.

## Geografía
Alajuelita cuenta con un área de 1,27 km² y una altitud media de 1130 m s. n. m.

## Demografía
Para el año 2022, Alajuelita cuenta con una población estimada de 12 611 habitantes, y para el último censo efectuado, en 2011, Alajuelita contaba con una población de 11 988 habitantes.

## Localidades
- Barrios: Bellavista, Chorotega, Lagunilla, Macha, Madrigal.

## Cultura

### Educación
Ubicadas propiamente en el distrito de Alajuelita se encuentran los siguientes centros educativos:
- Colegio Técnico Profesional (C.T.P.) de Alajuelita
- Escuela Abraham Lincoln
- Escuela Santa Rita
- Génesis Christian School
- Liceo Teodoro Picado

## Transporte

### Carreteras
Al distrito lo atraviesan las siguientes rutas nacionales de carretera:
- Ruta nacional 105
- Ruta nacional 110

## Concejo de distrito
El concejo de distrito del distrito de Alajuelita vigila la actividad municipal y colabora con los respectivos distritos de su cantón. También está llamado a canalizar las necesidades y los intereses del distrito, por medio de la presentación de proyectos específicos ante el Concejo Municipal. El presidente del concejo del distrito es el síndico propietario del partido Nueva Generación, Alonso Mauricio Marín Moya.
El concejo del distrito se integra por:
| #                       | Partido                         | Nombre                          |
| Síndico propietario     | Síndico propietario             | Síndico propietario             |
| ----------------------- | ------------------------------- | ------------------------------- |
| 1                       | Partido Nueva Generación        | Alonso Mauricio Marín Moya      |
| Síndico suplente        |                                 |                                 |
| 2                       | Partido Nueva Generación        | Laura Alicia Aráuz Tenorio      |
| Concejales propietarios |                                 |                                 |
| 3                       | Partido Unidad Social Cristiana | Jewison Francisco Benette Grant |
| 4                       | Partido Unidad Social Cristiana | Viviana Vanessa Hidalgo Mora    |
| 5                       | Renovación Costarricense        | Graciela Cambronero Varela      |
| 6                       | Partido Liberación Nacional     | Marco Antonio Mora Gómez        |
| Concejales suplentes    |                                 |                                 |
| 7                       | Partido Unidad Social Cristiana | Guillermo Cascante Díaz         |
| 8                       | Partido Unidad Social Cristiana | Lidieth Matilde Guzmán Figueroa |
| 9                       | Renovación Costarricense        | Joaquín Gerardo Rojas Fonseca   |
| 10                      | Partido Liberación Nacional     | María Guiselle Torres Torres    |